# 杁ケ島町
杁ケ島町（いりがしまちょう）は、愛知県春日井市にある地名。丁番を持たない単独町名である。

## 地理
春日井市南西部に位置する。東は弥生町、西は柏井町、南は王子町、北は鳥居松町・月見町に接する。

### 河川
- 地蔵川 - 町域南端を東から西へ流れる。

## 歴史

### 地名の由来
杁があった島の意とも、「入鹿が島」の転訛ともいう。

### 沿革
- 1948年（昭和23年） - 春日井市和爾良の一部により、同市杁ケ島町として成立[1]。
- 1973年・1982年（昭和48年・57年） - 月見町・柏井町・鳥居松町・王子町と境界変更を実施[1]。

## 世帯数と人口
2019年（平成31年）4月1日現在の世帯数と人口は以下の通りである。
| 町丁     | 世帯数  | 人口  |
| -------- | ------- | ----- |
| 杁ケ島町 | 317世帯 | 747人 |

### 人口の変遷
国勢調査による人口の推移
| 1995年（平成7年）  | 673人 | [ 7 ]  |  |
| 2000年（平成12年） | 638人 | [ 8 ]  |  |
| 2005年（平成17年） | 722人 | [ 9 ]  |  |
| 2010年（平成22年） | 700人 | [ 10 ] |  |
| 2015年（平成27年） | 724人 | [ 11 ] |  |

## 学区
市立小・中学校に通う場合、学区は以下の通りとなる。また、公立高等学校に通う場合の学区は以下の通りとなる。
| 番・番地等 | 小学校               | 中学校               | 高等学校 |
| ---------- | -------------------- | -------------------- | -------- |
| 全域       | 春日井市立上条小学校 | 春日井市立中部中学校 | 尾張学区 |

## その他

### 日本郵便
- 郵便番号 : 486-0921[4]（集配局：春日井郵便局[14]）。